# インテツ
インテツ（本名：張 尹澈、チョウ・インテツ、1983年2月1日 - ）は、台湾国籍の東京都出身のベーシスト、写真家。血液型B型、身長178cm、体重50kg。桐蔭学園高等学校を卒業。中央大学法学部を2008年に卒業。

## 略歴
- 2004年5月、彩冷えるを結成。
- 2010年8月7日、彩冷えるを脱退。
- 2010年9月17日、AYABIEとして活動を開始したが、2013年12月に脱退[3]。その後、ex.少女-ロリヰタ-23区のリョヲ丞(現：RYO:SUKE)のソロプロジェクト「WING WORKS」でサポートベーシストとして活動している。
- 2014年、写真家として活動を開始。
- 2015年3月21日、音楽活動を引退。
- 2019年5月8日、彩冷えるとして活動を再開し、音楽活動を復帰した。
- 2024年10月より京都府京丹後市丹後町間人にサテライトオフィスを開設。京丹後市の自然、伝統文化についての撮影を行う活動の拠点とする。
- 東京と京丹後の2拠点での撮影を行う。

## 人物
- 台湾人の血を引くクォーターである。
- 好きなアーティストはSyrup 16g、X JAPAN。
- 紅茶とお菓子が好きで、ブログに写真を掲載している。
- うさぎも大好きで、飼っていたたれ耳うさぎの「マロン」の画像や動画を度々ブログに掲載していたが、マロンは2009年11月29日に病死した[4]。

## 写真家としての活動
- 写真家としては2014年に活動開始した。
- CDジャケット、ライブ、広告撮影を中心に活動をしている。また、ミュージックビデオやドキュメンタリーなど動画撮影を手掛けている。
- 2016年に「OM-D E-M5Mark2 Meets 「intetsu」シリーズ」と題してオリンパスプラザにて写真展を定期的に開催している。

### 展覧会
- 2016年5月13日 - 5月18日「sleep night, and sleep tight」（オリンパスプラザ東京）
- 2016年7月15日 - 7月21日、「sleep night, and sleep tight」（オリンパスプラザ大阪）
- 2016年8月28日、「A9 XII ANNIVERSARY SPECIAL PHOTO EXHIBITION」（新木場STUDIO COAST）
- 2016年9月16日 - 9月28日、「tha bass driver」（オリンパスプラザ東京）
- 2016年12月9日 - 12月14日、「『MOONBOW CHASER』～The Big Island In Hawaii 2016.1.16～23.」（オリンパスプラザ東京）
- 2017年3月17日 - 3月29日、「未来へ -fragment of tha color-」（オリンパスプラザ東京）
- 2017年3月24日 - 3月30日、「tha bass driver ver1.5 -the other side-」

「『MOONBOW CHASER』～The Big Island In Hawaii 2016.1.16～23.」（オリンパスプラザ大坂）
- 2017年3月31日 - 4月5日、A9×少女-ロリヰタ-23区 feat.intetsu「九二十三-NINE TWO THREE-」（オリンパスプラザ東京）
- 2017年7月14日 - 7月19日、「invitation from tha JOKER」（オリンパスプラザ東京）
- 2017年8月29日 - 9月3日、「ドバイにあそびにおいでよ」（六本木CAMELISH）
- 2017年10月20日 - 10月25日「tha extraordinary」（オリンパスプラザ東京）
- 2017年11月19日 - 12月3日-12月10日、「こんな写真が撮れたらいいな」が撮れるようになる with E-PL8 by intetsu（オリンパスプラザ東京）
- 2017年12月19日-2018年1月14日、MOONBOW CHASER IN TAIWAN 2017 9/4-10「月光彩虹」（六本木CAMELISH）
- 2018年7月、写真展「MOONBOW CHASER in MAGIC ISLAND」をOLYMPUSプラザ大阪にて開催。
- 2018年8月、写真展「MOONBOW CHASER in MAGIC ISLAND」を小学館本社にて開催。
- 2019年6月、写真展「堕天使秘湯倶楽部」（OLYMPUSプラザ大阪）